# 3071 Nesterov
3071 Nesterov è un asteroide della fascia principale. Scoperto nel 1973, presenta un'orbita caratterizzata da un semiasse maggiore pari a 3,2102080 UA e da un'eccentricità di 0,0773372, inclinata di 2,20059° rispetto all'eclittica.